# Lota-do-rio
A lota-do-rio (Lota lota) é o único peixe de água doce da ordem dos gadiformes. Está presente em diversos países da Europa, na Rússia, no Canadá e nos Estados Unidos. É a única espécie no género Lota.

## Descrição
A lota-do-rio tem cor amarelo-acastanhada, mais clara no ventre. Tem um único barbilho, duas barbatanas dorsais, barbatana peitorais curtas e uma barbatana caudal arredondada. Mede até 152 cm e está presente em profundidades até cerca de 200m. Alimenta-se à noite, de larvas, moluscos e outros peixes.